# Franciszek Stankala
Franciszek Ryszard Stankala (ur. 2 kwietnia 1951) – polski przedsiębiorca i samorządowiec, działacz mniejszości niemieckiej, w latach 2003–2005 wicewojewoda opolski.

## Życiorys
W 1976 roku ukończył Akademię Rolniczą we Wrocławiu. Pracował przez 20 lat jako kierownik produkcji, później jako prezes w  rolniczej spółdzielni produkcyjnej w Mokrej. Prowadził także firmę eksportującą konstrukcje stalowe. Działał w organizacjach mniejszości niemieckiej, był szefem zarządu Towarzystwa Społeczno-Kulturalnego Niemców na Śląsku Opolskim w gminie Biała. Zasiadał w radzie powiatu prudnickiego w kadencji 1998–2002, pełniąc funkcję jej przewodniczącego.
25 sierpnia 2003 objął stanowisko wicewojewody opolskiego z rekomendacji Mniejszości Niemieckiej (po odwołaniu Jana Dzierżona). Odpowiadał za kwestie rolne, otoczenia rolnictwa oraz mały i średni biznes. Zakończył pełnienie funkcji w grudniu 2005 po zmianie rządu. Później został m.in. szefem koła mniejszości niemieckiej w Łączniku. W 2006 kandydował do sejmiku opolskiego, w 2010 – do rady powiatu prudnickiego, a w 2018 – do rady gminy Biała. W 2005 ubiegał się o mandat senatora (zdobył 26 583 głosów i zajął 10. miejsce wśród 19 kandydatów).
Żonaty, ma dwóch synów.

## Wyniki wyborcze
| Wybory | Komitet wyborczy              | Komitet wyborczy                               | Organ                     | Okręg         | Wynik       |
| ------ | ----------------------------- | ---------------------------------------------- | ------------------------- | ------------- | ----------- |
| 1998   |                               | KWW Mniejszość Niemiecka                       | Rada Powiatu Prudnickiego |               | [ 10 ]      |
| 2005   | Senat VI kadencji             | KWW Mniejszość Niemiecka                       | nr 20                     | 26583 (9,94%) |             |
| 2006   | Sejmik Województwa Opolskiego | KWW Mniejszość Niemiecka                       | nr 4                      | 1059 (2,06%)  |             |
| 2010   |                               | Towarzystwo Społeczno-Kulturalne Niemców – DFK | Rada Powiatu Prudnickiego | nr 3          | 87 (2,14%)  |
| 2018   |                               | KWW Mniejszość Niemiecka                       | Rada Miejska w Białej     | nr 5          | 39 (30,00%) |